# Hans Örnhagen
Hans Örnhagen este doctor în fiziologie hiperbară și renumit medic de medicina scufundării din Suedia.
Hans Örnhagen a început studiile de  fiziologie în 1967 la Facultatea de Medicină din cadrul Universității din Lund. Împreună cu profesorul Claes Lundgren a studiat tehnica de respirație a lichidului respirabil (Total Liquid Ventilation - TLV),  folosită mai târziu la experimente de compresie pentru studierea efectelor narcotice ale gazelor.  

În 1977 a susținut teza de doctorat despre efectele presiunii hidrostatice și presiunea gazului inert asupra inimii.
În 1981 a început să lucreze pentru Institutul Suedez de Cercetare și Apărare (Totalförsvarets forskningsinstitut – FOI) ca ofițer superior de cercetare, în timp ce lucra și ca doctor consultant pentru Federația Suedeză de Scufundări Recreaționale (Svenska Sportdykarförbundet – SSDF).
„Efectele narcotice ale hidrogenului” a fost un unul din proiectele de cercetare împreună cu firma Comex S.A. din Franța precum și mai multe scufundări în saturație la mare adâncime cu respirare de hidrox în Suedia.
Din 1992 până la pensionare în 2004, Hans Örnhagen a lucrat ca director de cercetare pentru Departamentul Naval de Medicină, unde a elaborat mai multe proiecte de cercetare:
- „Presiunea parțială optimă a oxigenului [PO2] în Nitrox și în expuneri multiple la Nitrox”
- „Fiziologia ascensiunilor neasistate de pe submarine aflate la adâncime mare” (a generat o serie de experimente care au dus la îmbunătățirea siguranței în timpul operațiunilor pe submarine)
- „Supraviețuirea pe mare după evacuarea de pe un submarin” (a condus la dezvoltarea și testarea de costume de evacuare și mai târziu, a unor costume de supraviețuire pentru nave de suprafață
- mediul subacvatic și calitatea aerului au fost de asemenea studiate.

După 2004, Örnhagen a continuat să lucreze în calitate de consultant în medicina scufundării pentru SSDF și pentru alte organizații de instruire a scafandrilor în Suedia; de asemenea este consultant al unui serviciu telefonic gratuit finanțat de SSDF, PADI și revista de scufundări DYK, prin care scafandrii pot primi răspunsuri la întrebările legate de medicina scufundării.

## Distincții
În 1998 a primit premiul Platinum Pro5000 Diver al SSI (Scuba Schools International) și Premiul DAN Europa (Divers Alert Network) pentru „contribuția remarcabilă la siguranța scufundărilor și medicina scufundării”.
Hans Örnhagen este membru al Societății Suedeze a Scufundărilor Istorice (Svensk Dykerihistorisk förening – SDHF), organizație cu aproximativ 200 de membri, fondată în 1979.

## Lucrări publicate
Hans Örnhagen a publicat mai multe cărți și articole despre medicina scufundării:
- Oxigenul în cazul unui accident de scufundare (Oxygen vid Dykeriolycksfall), 1996
- Compendiu de Medicină Hiperbară (Kompendium i Hyperbar Medicin), 1996
- Fiziologie Hiperbară și Medicina Scufundării (Hyperbar Fysiologi och Dykerimedicin), 1998), destinată medicilor de scufundări ai marinei suedeze; a fost folosită ca material de studiu de SSDF.[2]